# نیپرو
نیپرو (انگلیسی: Nipro) شرکت تجهیزات پزشکی ژاپنی است، که در سال ۱۹۵۴ تأسیس شد.